# Borki (rejon żółkiewski)
Borki (ukr. Бірки, Birky) – wieś na Ukrainie, w obwodzie lwowskim, w rejonie lwowskim (wcześniej w rejonie żółkiewskim). W 2001 roku liczyła 185 mieszkańców.